# クロン社の作品一覧
ここでは、クロン社が発売しているメダルゲームの一覧を挙げる。(2020年2月現在)

## プレミア ビデオスロット
- チキチキ・クイックファイヤー
- ホワイト・ウルフ
- ゴールデン　ドラゴン　25ライン
- ゴールデン　ドラゴン　5ライン
- 歌舞伎　25ライン
- 上海　ナイト
- ビッグ・トップ・トレジャー
- マイ・タイ
- フォーチュン・ドギー
- シティ・ビストロ
- グレート・フォーチュン
- スーパー・タイガー
- セブンズ・ラッシュ
- 大漁記
- フォーチュンスピン・ジェニーラッシュ
- チャイ・シェン
- フォーチュンスピン・ジョーカードラキュラ
- パンダ・ゴールド
- フォーチュン・アロワナ
- フォーチュンスピン・ジョーカーラッシュ
- フォーチュン・ライオン
- マルチマックス・ジョーカーラッシュ
- ツインドラゴン・25ライン
- フォーチュンスピン・ゼクスト
- フォーチュンスピン・インフィニティ
- フォーチュン・キャット
- ダブル・ドラゴン
- プロスペリティ・キャット
- ホットスピン・マルチミックス9
- ブーム・ブーム・セブンズ
- ツイン・ドラゴン
- ロイヤルホイール・バーニング・イン・ラブ
- フォーチュンスピン・オールスターズ
- ロイヤルホイール・バーニング・セブンズ
- チキ・チキ
- レッド・ドラゴン　25ライン
- カルメン・ザ・フラメンコ　25ライン
- ロイヤルホイール・フォーチュンスピン・ネクスト
- ロイヤルホイール・バルーンズ・イン・ザ・スカイ
- ワイルドローゼス・ザ・マルチガーデン
- ロイヤルホイール・ダイアモンドセブンズ
- フォーチュンスピン・ネクスト
- レッド・ドラゴン
- ドッギー・トリーツ
- カルメン・ザ・フラメンコ
- 歌舞伎
- ワイルドローゼス・ザ・トリニティー・ガーデン
- フォーチュンスピン・ザ・ホイール
- ル・トリコロール
- ザ・ロスト・トレジャー
- ワイルドローゼス・ザ・ガーデン
- フォーチュンスピン・スターズ&ストライプス
- フォーチュンスピン・ジョーカーコレクション
- フォーチュンスピン・スイング　イン　ザ　ナイト
- マルチマックス・ダブル&トリプル
- マルチマックス
- マルチマックス・ゴールドEX
- マルチマックス・エクスプロージョン

## プレミア ポーカー
- ウィンアロウ・4K　ボーナス
- パワーエーシス・4K　ダブルボーナス
- レイズアップ・ボーナスドロー・ジョーカーズダブル・4&5K ボーナス
- マルチポーカー・エキスパートドロー2
- ワールドチャンプス・スピンポーカー
- ボーナスドロー・エキストラハンド・チャンプスダブル
- マルチポーカー・エキスパートドロー
- P1-パイレーツ　プラス　マルチカードゲーム
- マルチポーカー・レギュラードロー
- マルチポーカー・ベーシックドロー
- キッカー・ボーナスドロー・デューシーズワイルド・デラックス
- フォーチュンタイム・ジョーカーズワイルド・プラス
- フォーチュンタイム・ツイン・レディ・ジョーカーズ
- ダブルダブル・クワッズ・ボーナス・プラス
- フォーチュンタイム・フォー・オブ・ア・カインド・ボーナス
- トリプルハンド・フォーチュンディール・ダブル・レディ・ジョーカーズ
- トリプルハンド・フォーチュンディール・レディ・ジョーカーズ
- トリプルハンド・キッカーボーナスドロー・ダブルダブルクワッズボーナス
- トリプルハンド・ボーナスドロー・マルチタイムズ・ワイルド
- トリプルハンド・マルチタイムズ・ダブルワイルド
- ボーナスドロー・レイズアップ・ジョーカーズダブル
- ボーナスドロー・レイズアップ・ジョーカーズワイルド
- トリプルハンド・ボーナスドロー・ジョーカーズトリプル
- トリプルハンド・ボーナスドロー・ジョーカーズワイルド
- トリプルハンド・ボーナスドロー・フォー　オブ　ア　カインド　ボーナス

## プレミア ノベルティ
- ウィンド・フォール
- ワン・ツー・オール
- ダブル・デ・スピン
- アニマル・ドロップ
- ピー・ワン